# Edvige di Schleswig-Holstein-Sonderburg-Wiesenburg
Edvige di Schleswig-Holstein-Sonderburg-Wiesenburg (nome completo in tedesco Maria Antonia Hedwig; Vienna, 17 gennaio 1721 – Vienna, 26 marzo 1735) è stata una duchessa tedesca.

## Biografia
La duchessa Edvige nacque il 17 gennaio del 1721 a Vienna, ultima delle cinque figlie del duca Leopoldo di Schleswig-Holstein-Sonderburg-Wiesenburg e della principessa Maria Elisabetta del Liechtenstein.
Morì nella stessa città il 26 marzo 1735, all'età di 14 anni. Un'altra fonte colloca il suo decesso nello stesso giorno del 1765.

## Ascendenza
|                                                      |                                 |                                                  | Genitori                                      |  |  | Nonni |  |  | Bisnonni                                                  |  |  | Trisnonni                                   |  |
|                                                      |                                 |                                                  |                                               |  |  |       |  |  | Filippo Luigi di Schleswig-Holstein-Sonderburg-Wiesenburg |  |  | Alessandro di Schleswig-Holstein-Sonderburg |  |
|                                                      |                                 |                                                  |                                               |  |  |       |  |  | Filippo Luigi di Schleswig-Holstein-Sonderburg-Wiesenburg |  |  | Alessandro di Schleswig-Holstein-Sonderburg |  |
|                                                      |                                 | Dorotea di Schwarzburg-Sondershausen             |                                               |  |  |       |  |  | Filippo Luigi di Schleswig-Holstein-Sonderburg-Wiesenburg |  |  |                                             |  |
| Federico di Schleswig-Holstein-Sonderburg-Wiesenburg |                                 |                                                  |                                               |  |  |       |  |  | Filippo Luigi di Schleswig-Holstein-Sonderburg-Wiesenburg |  |  |                                             |  |
|                                                      |                                 | Anna Margherita di Assia-Homburg                 | Federico I d'Assia-Homburg                    |  |  |       |  |  |                                                           |  |  |                                             |  |
|                                                      |                                 | Anna Margherita di Assia-Homburg                 | Federico I d'Assia-Homburg                    |  |  |       |  |  |                                                           |  |  |                                             |  |
|                                                      |                                 | Anna Margherita di Assia-Homburg                 | Margherita Elisabetta di Leiningen-Westerburg |  |  |       |  |  |                                                           |  |  |                                             |  |
| Leopoldo di Schleswig-Holstein-Sonderburg-Wiesenburg |                                 | Anna Margherita di Assia-Homburg                 |                                               |  |  |       |  |  |                                                           |  |  |                                             |  |
|                                                      |                                 | Cristiano di Legnica-Brieg                       | Giovanni Cristiano di Brieg                   |  |  |       |  |  |                                                           |  |  |                                             |  |
|                                                      |                                 | Cristiano di Legnica-Brieg                       | Giovanni Cristiano di Brieg                   |  |  |       |  |  |                                                           |  |  |                                             |  |
|                                                      |                                 | Cristiano di Legnica-Brieg                       | Dorotea Sibilla di Brandeburgo                |  |  |       |  |  |                                                           |  |  |                                             |  |
| Carolina di Legnica-Brieg                            |                                 | Cristiano di Legnica-Brieg                       |                                               |  |  |       |  |  |                                                           |  |  |                                             |  |
|                                                      |                                 | Luisa di Anhalt-Dessau                           | Giovanni Casimiro di Anhalt-Dessau            |  |  |       |  |  |                                                           |  |  |                                             |  |
|                                                      |                                 | Luisa di Anhalt-Dessau                           | Giovanni Casimiro di Anhalt-Dessau            |  |  |       |  |  |                                                           |  |  |                                             |  |
|                                                      |                                 | Luisa di Anhalt-Dessau                           | Agnese d'Assia-Kassel                         |  |  |       |  |  |                                                           |  |  |                                             |  |
| Edvige di Schleswig-Holstein-Sonderburg-Wiesenburg   |                                 | Luisa di Anhalt-Dessau                           |                                               |  |  |       |  |  |                                                           |  |  |                                             |  |
|                                                      | Carlo Eusebio del Liechtenstein | Carlo I del Liechtenstein                        |                                               |  |  |       |  |  |                                                           |  |  |                                             |  |
|                                                      | Carlo Eusebio del Liechtenstein | Carlo I del Liechtenstein                        |                                               |  |  |       |  |  |                                                           |  |  |                                             |  |
|                                                      | Carlo Eusebio del Liechtenstein | Anna Maria Šemberová von Boskovic und Černá Hora |                                               |  |  |       |  |  |                                                           |  |  |                                             |  |
| Giovanni Adamo I del Liechtenstein                   | Carlo Eusebio del Liechtenstein |                                                  |                                               |  |  |       |  |  |                                                           |  |  |                                             |  |
|                                                      |                                 | Giovanna Beatrice di Dietrichstein-Nikolsburg    | Massimiliano di Dietrichstein                 |  |  |       |  |  |                                                           |  |  |                                             |  |
|                                                      |                                 | Giovanna Beatrice di Dietrichstein-Nikolsburg    | Massimiliano di Dietrichstein                 |  |  |       |  |  |                                                           |  |  |                                             |  |
|                                                      |                                 | Giovanna Beatrice di Dietrichstein-Nikolsburg    | Anna Maria del Liechtenstein                  |  |  |       |  |  |                                                           |  |  |                                             |  |
| Maria Elisabetta del Liechtenstein                   |                                 | Giovanna Beatrice di Dietrichstein-Nikolsburg    |                                               |  |  |       |  |  |                                                           |  |  |                                             |  |
|                                                      |                                 | Ferdinando Giuseppe di Dietrichstein             | Massimiliano di Dietrichstein                 |  |  |       |  |  |                                                           |  |  |                                             |  |
|                                                      |                                 | Ferdinando Giuseppe di Dietrichstein             | Massimiliano di Dietrichstein                 |  |  |       |  |  |                                                           |  |  |                                             |  |
|                                                      |                                 | Ferdinando Giuseppe di Dietrichstein             | Anna Maria del Liechtenstein                  |  |  |       |  |  |                                                           |  |  |                                             |  |
| Erdmuthe di Dietrichstein-Nikolsburg                 |                                 | Ferdinando Giuseppe di Dietrichstein             |                                               |  |  |       |  |  |                                                           |  |  |                                             |  |
|                                                      |                                 | Maria Elisabetta di Eggenberg                    | Giovanni Antonio I di Eggenberg               |  |  |       |  |  |                                                           |  |  |                                             |  |
|                                                      |                                 | Maria Elisabetta di Eggenberg                    | Giovanni Antonio I di Eggenberg               |  |  |       |  |  |                                                           |  |  |                                             |  |
|                                                      |                                 | Maria Elisabetta di Eggenberg                    | Anna Maria di Brandeburgo-Bayreuth            |  |  |       |  |  |                                                           |  |  |                                             |  |
|                                                      |                                 | Maria Elisabetta di Eggenberg                    |                                               |  |  |       |  |  |                                                           |  |  |                                             |  |